# Lista över sevärdheter i Sverige enligt Michelin Travel
Nedan följer en lista över sevärdheter i Sverige enligt Michelin Travel. Listan omfattar 30 städer och regioner, samt 211 turistattraktioner (den 12 september 2015).

## Städer och regioner
- Stockholm ***
- Lovön **
- Göteborg **
- Lund **
- Rättvik **
- Leksand **
- Mora **
- Tällberg **
- Uppsala **
- Visby **
- Åfors **
- Fjällbacka **
- Jukkasjärvi **
- Marstrand **
- Sigtuna **
- Skärhamn **
- Malmö *
- Bjursås *
- Falun *
- Gnisvärd, Gotland *
- Gustafsberg, Uddevalla kommun *
- Halmstad *
- Lycksele *
- Simrishamn *
- Strängnäs *
- Strömstad *
- Arvidsjaur
- Arjeplog
- Kungälv
- Mariefred

## Turistattraktioner

### Turistattraktioner med tre stjärnor
- Dalarna
- Mälaren
- Stockholms skärgård
- Nordanå kulturcentrum
- Göteborgs konstmuseum
- Vasamuseet, Stockholm
- Lycksele djurpark
- Lappstan, Arvidsjaur
- Lunds domkyrka
- Vidablick, Rättvik
- Hällristningsområdet i Tanum
- Ájtte, Svenskt fjäll- och samemuseum
- Kalmar slott
- Gammelstaden, Luleå kommun
- Vadstena klosterkyrka
- Kungliga gemaken, Drottningholms slott
- Kukkolaforsen
- Kullaberg, Skåne
- Skansen, Stockholm
- Visby ringmur
- Västerås domkyrka
- Gamla stan, Stockholm

### Turistattraktioner med två stjärnor
- Bohusläns museum, Uddevalla
- Dalhalla
- Njupeskär vattenfall, Dalarna
- Gunnebo slott, Mölndal
- Gotland
- Ölandsbron
- Ismantorps fornborg, Öland
- Gråborg, Öland
- Eketorps borg, Öland
- Orrefors
- Anundshög, Västmanland
- Grönsö slott, Enköpings kommun
- Pildammsparken, Malmö
- Jamtli, Jämtlands länsmuseum
- Frösön
- Strandvägen, Stockholm
- Roslagen
- Skinnarviksberget, Stockholm
- Steninge slott, Sigtuna kommun
- Alfvéngården, Tibble by, Leksand
- Städjan-Nipfjället naturreservat
- Bungemuseet, Gotland
- Öja kyrka, Gotland
- Heliga Kors kyrka, Ronneby
- Ales stenar, Kåseberga, Skåne
- Trädgårdsföreningen, Göteborg
- Nordiska museet, Stockholm
- Stockholms slott
- Storkyrkan, Stockholm
- Stockholms stadshus
- Nationalmuseum
- Slottsparken, Drottningholms slott
- Gammplatsen, Lycksele
- Silvermuseet, Arjeplog
- Millesgården, Lindingö
- Uppsala domkyrka
- Gamla Uppsala
- Julita gård, Södermanland
- Kulturen, Lund
- Skissernas museum, Lund
- Zorngården, Mora
- Zornmuseet, Mora
- Zorns gammelgård och textilkammare, Mora
- Rättviks gammelgård
- Lövstabruk
- Österbybruk
- Nordingrå
- Visby domkyrka
- Gotlands museum
- Bohus fästning
- Tjörn
- Lysekil
- Falu koppargruva
- Gruvmuseet, Falu koppargruva
- Dalarnas museum
- Kristine kyrka, Falun
- Gripsholms slott
- Lilla torg, Malmö
- Malmö konstmuseum
- Skoklosters slott
- Strängnäs domkyrka
- Ystad
- Järnåldersfornborgar på Öland, Ismantorp, Eketorp, Gråborg (se ovan)
- Drottningholms slottsteater
- Nordiska akvarellmuseet, Skärhamn
- Carl Larsson-gården, Sundborn
- Universeum, Göteborg
- Brunnby kyrka, Kullen, Skåne
- Sigurdsristningen, Sundbyholms slott

### Turistattraktioner med en stjärna
- Göteborgs Naturhistoriska museum
- Tantolundens kolonistuguområde, Stockholm
- Ängsö slott, Västerås kommun
- Ramsvikslandet, Sotenäs kommun
- Sollerön, Dalarna
- Orsa Rovdjurspark
- Öckerö-öarna, Göteborgs skärgård
- Krusmyntagården, Väskinde socken
- Dalhems kyrka, Gotland
- Garde kyrka, Gotland
- Lau kyrka, Gotland
- Borgholms slott, Öland
- Rademachersmedjorna, Eskilstuna
- Svaneholms slott, Skåne
- Sofiero slott, Helsingborg
- Fotevikens Museum, Skåne
- Nyköpingshus
- Sandhammaren, Skåne
- Rackstadmuseet, Arvika
- Kungsparken, Malmö
- Fredriksdal museer och trädgårdar, Helsingborg
- Linköpings domkyrka
- Riddarholmskyrkan, Stockholm
- Kungsportsavenyen, Göteborg
- Haga, Göteborg
- Nya Älvsborgs fästning
- Sjöfartsmuseet Akvariet, Göteborg
- Riddarholmen, Stockholm
- Strindbergsmuseet, Stockholm
- Skeppsholmen, Stockholm
- Österlånggatan, Stockholm
- Östasiatiska museet, Stockholm
- Junibacken, Stockholm
- Hallwylska museet, Stockholm
- Stortorget, Stockholm
- Riddarhuspalatset, Stockholm
- Tyska kyrkan, Stockholm
- Kina slott, Drottningholm
- Universitetshuset, Uppsala
- Uppsala slott
- Linnéträdgården, Uppsala
- Rättviks kyrka
- Leksands kyrka
- Edebo kyrka
- Forsmarks bruk
- Högakustenbron
- Karlstens fästning, Marstrand
- Backa hällristningsområde, Lysekils kommun
- Stortorget, Malmö
- Sankt Petri kyrka, Malmö
- Stora gatan, Sigtuna
- Simrishamn, Gamla staden
- Strömsholms slott
- Ulriksdals slott
- Varbergs fästning
- Gränna
- Visingsö
- Rökstenen, Ödeshögs kommun
- Världskulturmuseet, Göteborg
- Kärnan, Helsingborg

### Turistattraktioner utan stjärna
- Göta kanal
- Slottsbacken, Stockholm
- Skeppsbron, Stockholm
- Nobelmuseet, Stockholm
- Hötorget, Stockholm
- Kungsträdgården, Stockholm
- Fjällgatan, Stockholm
- Danielsgården, Rättvik
- Rörstrandsmuseet, Lidköping
- Läckö slott
- Visby, medeltida stadskärnan
- Fårö
- Lye kyrka, Gotland
- Kalmar domkyrka
- Lilla torget, Kalmar
- Vindelfjällen
- Storknabben, Jokkmokk
- Malmöhus
- Sankta Maria kyrka, Helsingborg
- Fjällbotaniska trädgården, Tärna fjällpark
- Galtispuoda, Arjeplogs kommun
- Gamla Linköping
- Gustaf Adolfs torg, Göteborg
- Götheborgsutkiken, Lilla Bommen, Göteborg
- Sjömanstornet, Göteborg
- Älvsborgsbron, Göteborg
- Göteborgs stadsmuseum
- Masthuggskyrkan, Göteborg
- Helgeandsholmen, Stockholm
- Norrmalm, Stockholm
- Södermalm, Stockholm
- Östermalm, Stockholm
- Kungsholmen, Stockholm
- Gustavianum, Uppsala
- Hallands konstmuseum, Halmstad
- Moderna museet Malmö
- Österlens museum, Simrishamn
- Krapperups slott, Höganäs kommun
- Hagaparken, Stockholm